# Pomnik Marszałka Ferdynanda Focha w Knurowie
Pomnik Marszałka Ferdynanda Focha w Knurowie – pomnik w Knurowie przedstawiający Marszałka Ferdynanda Focha, który jest patronem pobliskiego szybu Kopalni Węgla Kamiennego Knurów-Szczygłowice.

## Budowa pomnika
Pierwsze plany pomnika powstały w lutym 2021 r., miał on być zwieńczeniem prac remontowych na skrzyżowaniu ulic Szpitalnej i Kosmonautów. Pomysł budowy pomnika został odebrany dwojako- części mieszkańców się podobał, lecz niektórzy twierdzili, że jest to marnowanie pieniędzy. Pomnik stanął 4 października 2021 r. Jego budowa kosztowała 99 384 zł, co stanowi 2,3% kosztów modernizacji i budowy ronda.

## Opis pomnika
Pomnik jest wykonany w skali 1:1 z ocynkowanej stali; Marszałek ma na sobie mundur, u lewego boku szablę, a w prawej ręce trzyma buławę. Całość stoi na cokole, na którym widnieje napis:
MARSZAŁEK 

FERDYNAND 

FOCH 